# 中国港湾
中国港湾工程有限责任公司（英語：China Harbour Engineering Company Ltd）是一家中国基建工程公司。

## 历史
1980年前身中国港湾工程公司成立，1988年与交通部一航局等14家公司成立中国港湾建设总公司，1996年改制为中国港湾建设（集团）总公司，2005年和中国路桥合并，成为中国交通建设集团子公司。

## 工程承建项目

### 港口
- 斯里兰卡漢班托塔港[3]
- 卡塔尔多哈新港[4]
- 科特迪瓦阿比让港
- 喀麦隆克里比深水港一期
- 纳米比亚鲸湾新集装箱码头和油码头

### 建筑
- 澳門新葡京酒店(振華海灣工程有限公司-旗下子公司，與新世界旗下協興建築聯營)
- 澳門國際機場
- 澳門國際機場擴建工程 –填海及機坪建造工程（中國港灣工程有限責任公司/西北民航機場建設集團有限責任公司/明信建築置業有限公司-合作經營）
- 斯里兰卡哈弗洛克城
- 斯里兰卡香格里拉酒店
- 斯里兰卡馬特拉·拉賈帕克薩國際機場
- 南苏丹朱巴国际机场

### 道桥
- 港珠澳大桥
- 马尔代夫中國—馬爾地夫友誼大橋
- 马来西亚槟城二桥
- 斯里兰卡南部高速公路
- 尼日利亚凯菲至马库尔迪公路
- 巴拿马运河第四大桥工程
- 巴布亚新几内亚援建道路
- 哥伦比亚马道斯高速公路

### 轨道
- 香港西北铁路
- 墨西哥瑪雅鐵路
- 马来西亚安邦轻轨
- 马来西亚东海岸铁路线

### 城市综合开发
- 斯里兰卡科伦坡金融城
- 美国宏大广场
- 印度尼西亚中交雅园